# Diana Viktorovna Višnëva
Diana Viktorovna Višnëva (in russo Диана Викторовна Вишнёва?; Leningrado, 13 luglio 1976) è una danzatrice russa, prima ballerina del Balletto Mariinskij dal 1996.

## Biografia
Diana Višnëva è nata nella Leningrado sovietica nel 1976 da madre tartara e padre russo. Nel 1994 ha vinto la medaglia d'oro del Prix de Lausanne e nel 1995, dopo aver conseguito il diploma presso l'Accademia di danza Vaganova, è stata scritturata dal Balletto Mariinskij. La sua ascesa all'interno della compagnia è stata fulminea e già nel 1996, dopo aver vinto il Prix Benois de la Danse, è stata proclamata prima ballerina del Mariinskij.
Nel 2001 ha esordito sulle scene del Bayerisches Staatsballett come protagonista della Manon di Kenneth McMillan e ha fatto il suo debutto scaligero danzando nel ruolo di Aurora ne La bella addormentata di Rudol'f Nureev accanto a Roberto Bolle; nello stesso anno ha vinto la prima delle sue tre Maschere d'Oro. L'anno dopo ha danzato per la prima volta all'Opéra Garnier nel ruolo di Kitri nel Don Chisciotte di Nureev, mentre nel 2003 ha debuttato alla Metropolitan Opera House come Giulietta nel Romeo e Giulietta di Kenneth MacMillan.
Dal 2005 al 2017 è stata prima ballerina ospita dell'American Ballet Theatre di New York e nei suoi dodici anni con la compagnia ha danzato un vasto repertorio che include i ruoli dell'eponime protagoniste in Manon e Giselle, Odette e Odile ne Il lago dei cigni, Nikiya ne La Bayadère, Kitri in Don Chisciotte, Titania in The Dream e Aurora ne La bella addormentata di Aleksej Ratmanskij; ha danzato per l'ultima volta con la compagnia nel luglio 2017 nell'Onegin di John Cranko, in cui ha interpretato Tatiana accanto all'Onegin di Marcelo Gomes. Oltre ai ruoli interpretati anche con l'ABT, Višnëva ha danzato al Mariinskij nelle parti di Gulnara ne Le Corsaire, Masha ne Lo schiaccianoci, Zobeide in Shéhérazade, Tersicoree nell'Apollon Musagete di George Balanchine e l'eponima protagonista nella Cenerentola.
Nel 2007 è stata insignita del titolo di Artista del popolo della Federazione Russa.